# Граф Норбери
Граф Норбери (графство Типперэри) — наследственный титул в системе Пэрства Ирландии. Он был создан в 1827 году вместе с титулом виконта Glandine из Glandine в графстве Кингс для ирландского политика и судьи Джона Тоулера, 1-го барона Норбери (1745—1831), который вышел в отставку с должности главного юстициария Ирландии. Титулы должен был унаследовать его второй сын Гектор, так как его старший сын Дэниэл считался психически нездоровым. Ещё в 1800 году для Джона Тоулера был создан титул барона Норбери из Бэлликренода в графстве Типперэри (пэрство Ирландии). Его супруга Грейс Тоулер (урождённая Грэм) получила в 1797 году титул баронессы Норвуд из Ноэлтона в графстве Типперэри, став пэром Ирландии. В 1822 году после смерти Грейс Тоулер её старший Дэниэл стал 2-м бароном Норвудом. В 1831 году после смерти Джона Тоулера титул графа унаследовал его второй сын Гектор Джон Грэм-Тоулер, 2-й граф Норбери (1781—1839). а его старший брат Дэниэл Грэм-Тоулер, 2-й барон Норвуд (ок. 1780—1832), стал 2-м бароном Норбери. В 1832 году после смерти Дэниэла его младший брат Гектор унаследовал титулы барона Норбери и барона Норвуда. Ещё в 1828 году, получив королевское разрешение, Гектор Джон Тоулер принял дополнительную фамилию «Грэм».

## Графы Норбери (1827)
- 1827—1831: Джон Тоулер, 1-й граф Норбери (3 декабря 1745 — 27 июля 1831), младший сын Дэниэла Тоулера (ум. 1754/1756) от второго брака с Летицией Отвей;
- 1831—1839: Гектор Джон Грэм-Тоулер, 2-й граф Норбери (27 июня 1781 — 3 января 1839), второй сын предыдущего;
- 1839—1873: Гектор Джон Грэм-Тоулер, 3-й граф Норбери (17 сентября 1810 — 26 декабря 1873), старший сын предыдущего;
- 1873—1943: Уильям Брабазон Линдси Грэм-Тоулер, 4-й граф Норбери (2 июля 1862 — 20 апреля 1943), единственный сын предыдущего;
- 1943—1955: Рональд Ян Грэхем Монтегю Тоулер, 5-й граф Норбери (11 января 1893 — 24 мая 1955), сын подполковника Джеймса Отвея Грэма-Тоулера (1849—1913), внук Отвея Фортескью Грэм-Тоулера (1824—1884) и правнук 2-го графа Норбери;
- 1955—2000: Ноэль Теренс Грэм-Тоулер, 6-й граф Норбери (1 января 1939—2000), младший сын предыдущего;
- 2000 — настоящее время: Ричард Джеймс Грэм-Тоулер, 7-й граф Норбери (род. 5 марта 1967), единственный сын предыдущего.

Нет наследника титулов.

## Бароны Норбери (1800)
- 1800—1831: Джон Тоулер, 1-й граф Норбери, 1-й барон Норбери (3 декабря 1745 — 27 июля 1831), младший сын Дэниэла Тоулера (ум. 1754/1756) от второго брака;
- 1831—1832: Дэниэл Тоулер, 2-й барон Норвуд и 2-й барон Норбери (ок. 1780 — 30 июня 1832), старший сын предыдущего;
- 1832—1839: Гектор Джон Грэм-Тоулер, 2-й граф Норбери, 3-й барон Норбери (27 июля 1781 — 3 января 1839), младший брат предыдущего.

## Бароны Норвуд (1797)
- 1797—1822: Грейс Тоулер, 1-я баронесса Норвуд (ум. 21 июля 1822), жена Джона Тоулера, 1-го графа Норбери, дочь Гектора Грэма и Изабеллы Максвелл;
- 1822—1832: Дэниэл Тоулер, 2-й барон Норвуд и 2-й барон Норбери (ок. 1780 — 30 июня 1832), старший сын предыдущей;
- 1832—1839: Гектор Джон Грэм-Тоулер, 2-й граф Норбери, 3-й барон Норвуд (27 июля 1781 — 3 января 1839), младший брат предыдущего.